# Victor Ringheim
Per Victor Ringheim, född 16 januari 1818, död 19 oktober 1902, var en svensk byggmästare och arkitekt. Han är känt som arkitekt för några militära byggnader på Skeppsholmen i Stockholm.

## Biografi
Ringheim var major och som arkitekt och byggmästare vid Kungliga Flottans station i Stockholm  stod han bakom en lång rad militära byggnader. De flesta av hans arbeten återfinns på Skeppsholmen, där han ritade ny- till- och ombyggnader på 1870-talet, här kan nämnas Båtmanskasernen, Byggnadsdepartementet, Sjökarteverket och Östra kanslihuset. Han ritade även gravkor på Galärvarvskyrkogården (1862) och kruthus med vaktstuga på Sandhamn (1872).
Han är begravd på Galärvarvskyrkogården i Stockholm.

## Bilder

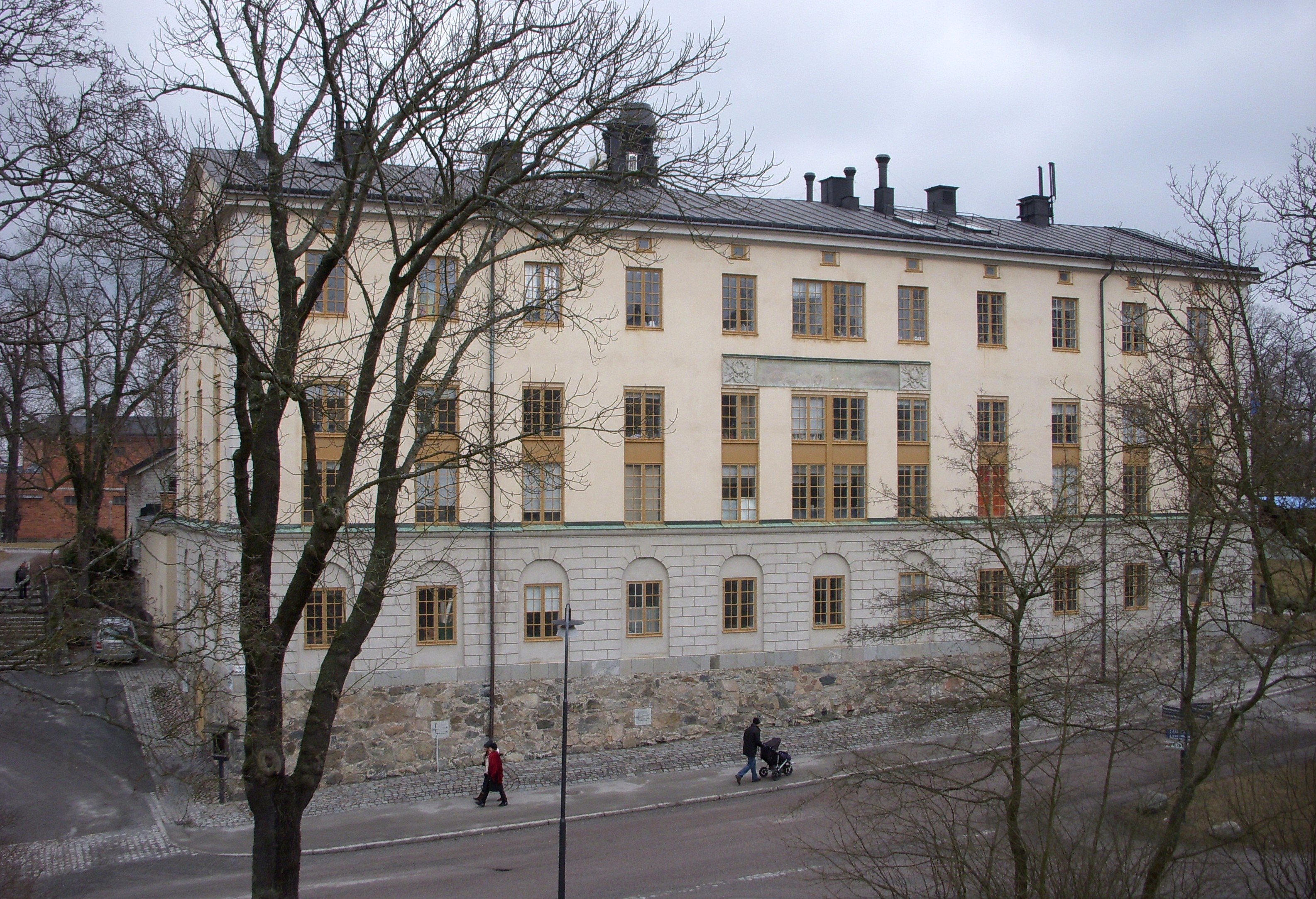
Båtmanskasernen
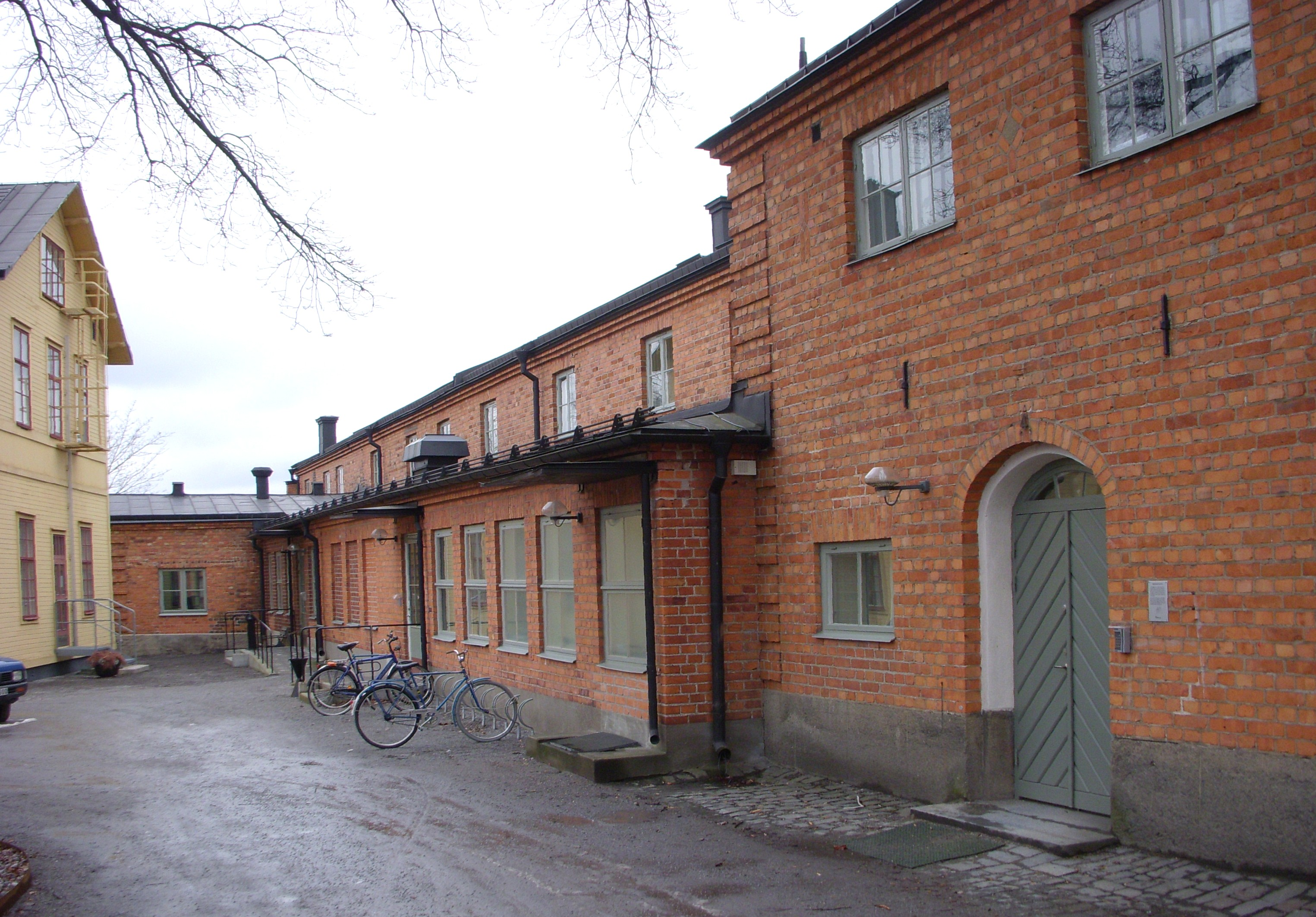
Byggnadsdepartementet
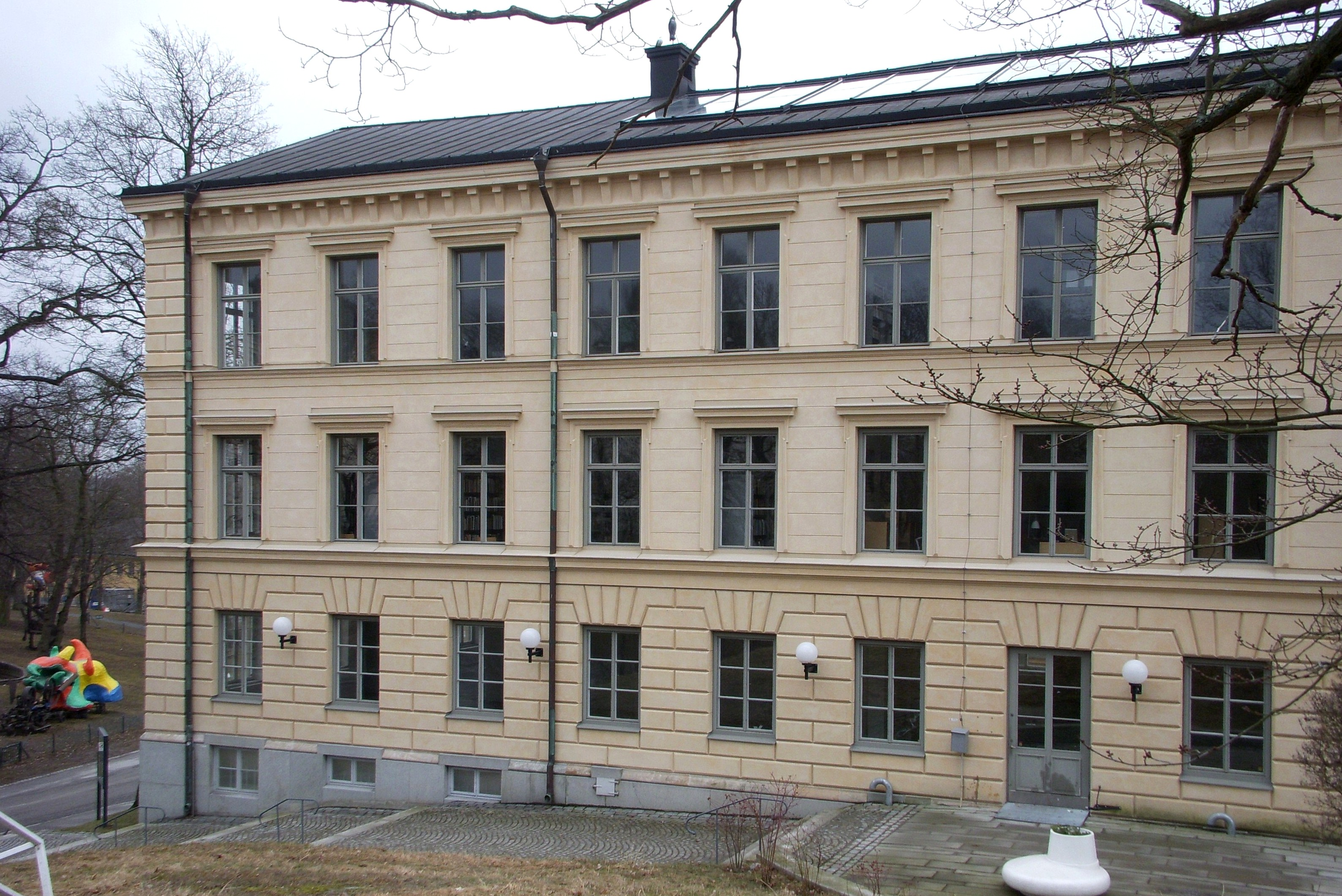
Sjökarteverket
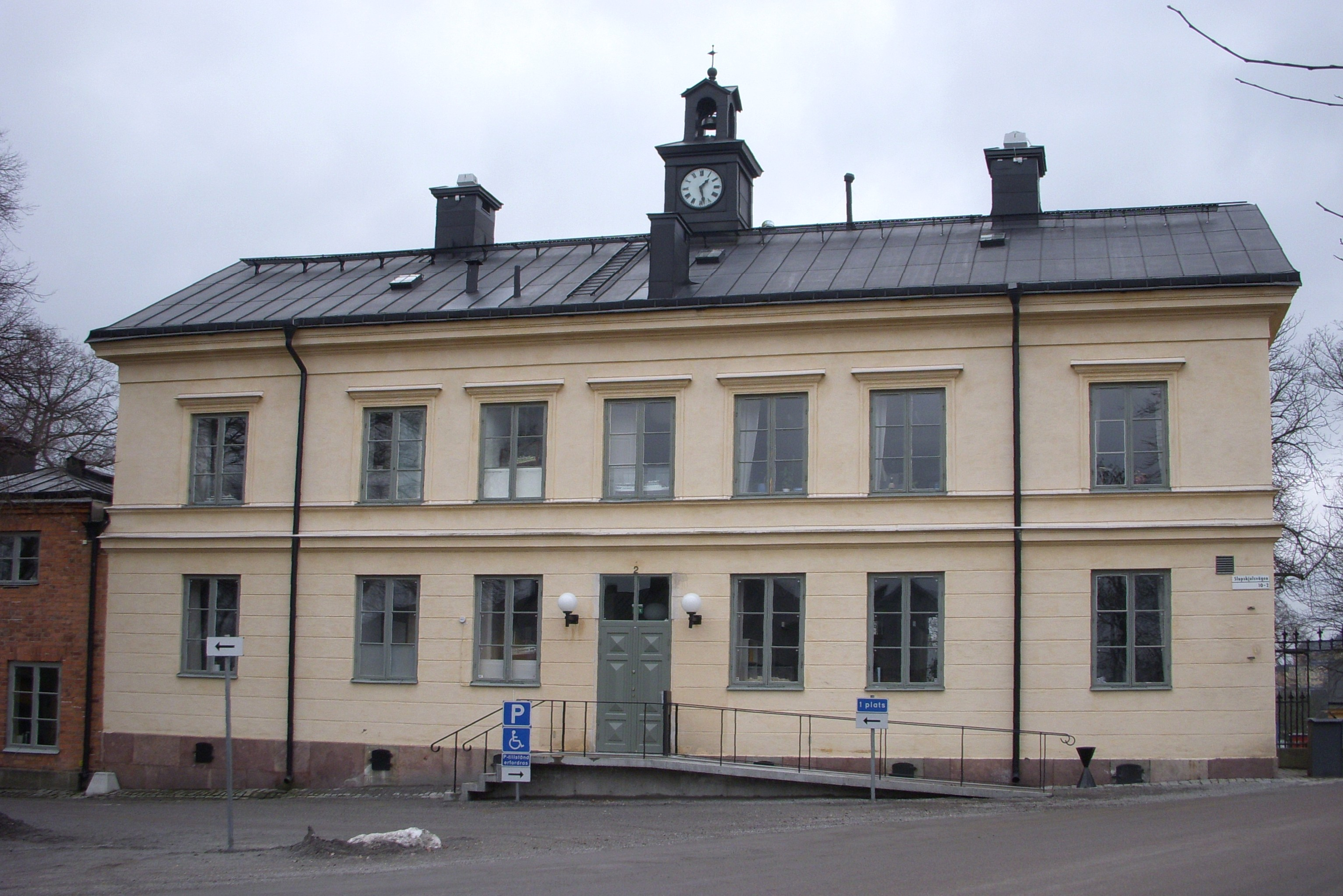
Östra kanslihuset